# Outlandish
Outlandish är ett danskt hiphop-band som bildades 1997. Bandet består av Isam Bachiri Azouaoui (född i Danmark med Marockansk bakgrund), Waqas Ali Qadri (född i Danmark med Pakistansk bakgrund) och Lenny Martinez (från Honduras). Alla tre bandmedlemmar är religiösa (Isam och Waqa är muslimer och Lenny katolik). Alla tre är uppväxta i Brøndby Strand som är en förort till Köpenhamn.

## Diskografi

### Studioalbum
- Outland's Official - (2000)
- Bread And Barrels Of Water - (2003)
- Beats, Rhymes & Life - (2004) - Samarbetsalbum med bland annat The Fugees, Nusrat Fateh Ali Khan & Junoon
- Closer Than Veins - (2005)
- Sound of a Rebel - (2009)
- Warrior // Worrierl - (2012)